# Betriebsminimum
Das Betriebsminimum (oder Produktionsschwelle) ist in der Betriebswirtschaftslehre eine betriebswirtschaftliche Kennzahl, die das Minimum der Grenzkosten anzeigt. Pendant ist das Betriebsoptimum.

## Allgemeines
Betriebsminimum und Betriebsoptimum beschreiben Zustände in Unternehmen, die mit einem Marktpreis für ihre Güter oder Dienstleistungen konfrontiert sind, der entweder eine Verlustgefahr bedeutet oder das Gewinnmaximum darstellt. Das Betriebsminimum wurde bereits im Jahre 1930 von Luigi Amoroso (hier italienisch punto di fuga genannt) beschrieben. Für Konrad Mellerowicz ist das Betriebsminimum derjenige Beschäftigungsgrad, bei dem die Umsatzerlöse gerade die variablen Kosten decken, so dass ein Verlust in Höhe der Fixkosten entsteht.

## Inhalt
Der auf dem Markt erzielbare Marktpreis wird als durch das Unternehmen nicht veränderbarer Datenparameter angesehen. Sinkt dieser Marktpreis unter die Durchschnittskosten (durchschnittliche variable Kosten), so decken die erzielten Umsatzerlöse zwar die variablen Kosten, jedoch entstehen Verluste in Höhe der Fixkosten. Das Betriebsminimum ist identisch mit der kurzfristigen Preisuntergrenze, bei der kurzfristig auf die Kostendeckung der Fixkosten verzichtet werden kann, wenn mittelfristig Aussicht auf einen wieder steigenden Marktpreis besteht.
Das Betriebsminimum liegt im Schnittpunkt der Grenzkostenkurve mit der Kurve der variablen Stückkosten. Im Gegensatz zum Betriebsoptimum sind im Betriebsminimum lediglich die durchschnittlichen variablen Kosten {\displaystyle K_{v}} gedeckt, nicht unbedingt aber auch die durchschnittlichen Fixkosten {\displaystyle K_{f}}; das Betriebsoptimum dagegen deckt die gesamten Stückkosten {\displaystyle K_{s}}. Für das Betriebsminimum gilt daher:
{\displaystyle K_{f}={\frac {K_{v}}{m}}}.
Das Betriebsoptimum ist entsprechend:
{\displaystyle K_{f}={\frac {K_{s}}{m}}}
Dabei ist der Nenner {\displaystyle m} jeweils das Absatzvolumen.

## Wirtschaftliche Aspekte
Es gibt mithin verschiedene Gewinnschwellen, nämlich das Absatzvolumen, welches zur Deckung der variablen Kosten erforderlich ist (Betriebsminimum) und jenes Absatzvolumen, das zur Deckung der Gesamtkosten zuzüglich Gewinnmarge (Betriebsoptimum) erforderlich ist. Zu unterscheiden ist mithin zwischen dem Betriebsminimum (kurzfristige Preisuntergrenze) und dem Betriebsoptimum (langfristige Preisuntergrenze). Beim Betriebsminimum sind die Grenzkosten am niedrigsten, beim Betriebsoptimum die Durchschnittskosten. Sinkt der Marktpreis sogar unter das Betriebsminimum, so muss die Produktion eingestellt werden, weil nicht einmal die im Falle der Stilllegung vermeidbaren variablen Kosten vom Marktpreis gedeckt werden. Unternehmen, die variable Kosten nicht nur temporär nicht durch Umsatzerlöse decken können, werden Grenzanbieter genannt. Betriebsminimum und Betriebsoptimum gelten nur unter den Bedingungen des Ertragsgesetzes, nicht jedoch bei einem linearen Kostenverlauf. Beide stimmen theoretisch überein, wenn die Fixkosten mit einem Wert von null berücksichtigt werden.
Das Betriebsminimum ist auf ungünstige Kostenstrukturen zurückzuführen, die durch Kostensenkung verbessert werden müssen. Zu diesem Zweck sind alle Kostenarten (Kostenmanagement), Produktionsstrukturen (Lean Production), Produktionsverfahren und Managementprozesse (Lean Management, flache Hierarchie) auf Schwachstellen zu untersuchen.